# Sericosoma bigotiana
Sericosoma bigotiana är en tvåvingeart som beskrevs av Edwards 1937. Sericosoma bigotiana ingår i släktet Sericosoma och familjen svävflugor. Inga underarter finns listade i Catalogue of Life.